# Saint-Jouan-des-Guérets
Saint-Jouan-des-Guérets település Franciaországban, Ille-et-Vilaine megyében. Lakosainak száma 2816 fő (2022. január 1.). Saint-Jouan-des-Guérets Saint-Suliac, Saint-Malo, Saint-Méloir-des-Ondes és Saint-Père-Marc-en-Poulet községekkel határos.

## Népesség
A település népessége az elmúlt években az alábbi módon változott:
| Lakosok száma | 1025 | 1406 | 2221 | 2660 | 2569 | 2585 | 2646 | 2683 | 2759 | 2816 |
|               | 1968 | 1982 | 1990 | 2006 | 2013 | 2015 | 2017 | 2019 | 2020 | 2022 |